# Nanospider
Nanospider je unikátní technologie, která umožňuje průmyslovou výrobu netkaných textilií tvořených nanovlákny, tj. vlákny o průměru 20 až 500 nm. Tato vlákna nejsou viditelná pod běžnými mikroskopy, jejich průměr je menší než vlnová délka světla. Využití těchto materiálů je velmi široké. Dají se používat k filtraci, ve zdravotnictví, automobilovém průmyslu, energetice a dalších odvětvích jako je stavebnictví, automobilový průmysl, kosmetika, ochrana životního prostředí, ochranné pomůcky atd. Nanovlákna a jejich aplikace jsou odborníky na celém světě považovány za materiály třetího tisíciletí.

## Princip
Technologie Nanospider je založena na objevu, že je možné vytvořit Taylorův kužel a následný proud hmoty nejen z vrcholu kapiláry, ale také z tenké vrstvy roztoku polymeru. Tento způsob byl nazván elektrospining. Vynalezl ho v roce 2003 profesor Oldřich Jirsák na katedře netkaných textilií Technické univerzity v Liberci. Na rozdíl od předchozích pokusů nepoužívá tato technologie žádných trysek ani kapilár pro tvorbu vláken. Jednou z možností je válec, částečně ponořený v roztoku polymeru. Válec se otáčí kolem své osy a přitom se na jeho povrchu vytváří tenký film roztoku polymeru. V horní úvrati rotačního pohybu válce, což je současně místo s nejmenší vzdáleností od kolektoru – protielektrody, se v důsledku maximální intenzity elektrického pole začnou vytvářet mnohačetná ohniska Taylorových kuželů, která následné vyústí v proces zvlákňování. Taylorovy kužele a následně proudy hmoty jsou vytvářeny v husté síti pokrývající horní část válce. Tím je dosaženo vysoké výrobní kapacity zvlákňovaní hlavy Nanospideru. Proudy roztoku polymeru jsou poté zbaveny rozpouštědla a těsně před tím, než dosáhnou kolektoru, se stávají pevnými nanovlákny.
První pokusy o výrobu nanovláken byly realizovány v letech 1934 až 1944 společností Formalas. V tu dobu publikovala řadu patentů popisujících experimentální instalaci pro výrobu polymerových vláken při použití elektrostatické síly. V roce 1952 uměli Vonnegua a Neubauer vyrobit proud vysoce elektrifikovaných uniformních kapiček o průměru 0,1 mm a o tři roky později vyzkoumal Drozin rozptylování řad tekutin do aerosolů při vysoce elektrickém potenciálu. Další krok učinil v roce 1966 Simon, jenž patentoval přístroj na výrobu ultra tenkých a lehkých nanovlákenných tkanin s různými vzorky při použití elektrického zvlákňování. Zjistil, že vlákna z nízkoviskózních roztoků měla tendenci se zkracovat a zjemňovat, zatímco vlákna z vysoceviskózních roztoků byla poměrně stále spojitá. V roce 1971 Baumgarten zhotovil přístroj k elektrozvlákňování akrylických vláken s průměrem v rozmezí 0,05 – 1,1 mikronů. Zvlákňovaná kapka se uvolňovala z kapilárové trubky z nerezové oceli a její stálá velikost byla udržována úpravou přiváděcí rychlosti infuzní pumpy. Kapilárová trubka byla spojena se stejnosměrným proudem o vysokém napětí, zatímco vlákna byla zachycována na uzemněné kovové cloně. Na tyto badatele a především na jejich následníky ve firmách Reneker a Chun a Larronda a Manley navázal svou výzkumnou činnost tým profesora Oldřicha Jirsáka z Technické univerzity v Liberci.[zdroj?]
Licenci na průmyslová a laboratorní zařízení, která jsou založena na technologii Nanospider, zakoupil Ladislav Mareš pro svoji firmu Elmarco. Tato firma ji od roku 2006 nabízela jako jediná na světě. Společnost Elmarco byla v roce 2007 jediným producentem strojů na průmyslovou výrobu nanovláken na světě. V březnu 2007 prodala firma do USA první průmyslovou linku, která zhotoví přibližně 6 miliónů metrů čtverečných těchto textilií za rok.